# Anonimato

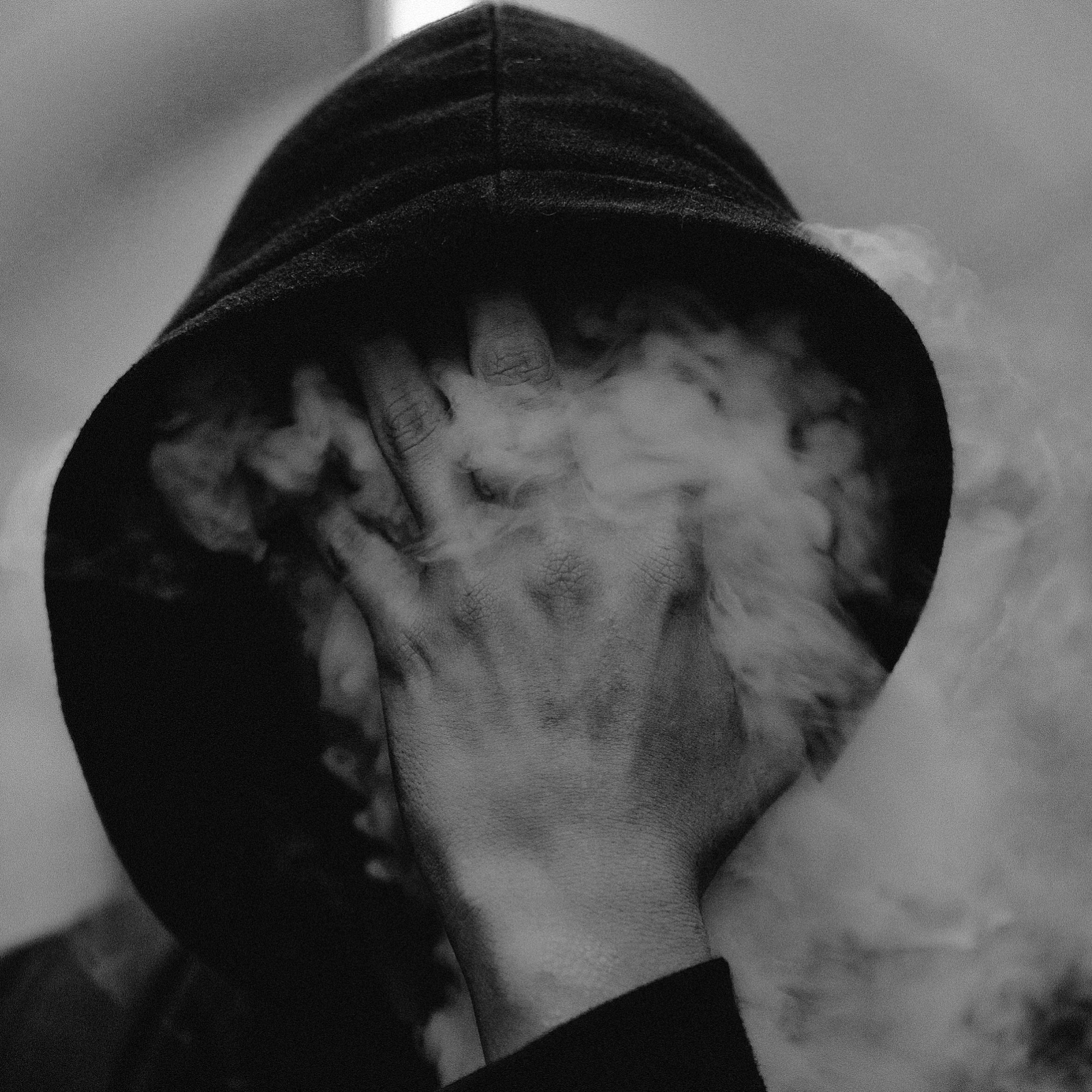

L'anonimato (o anche anonimìa) è lo stato di una persona anonima, ossia di una persona di cui l'identità non è conosciuta. Questo può accadere per diversi motivi: una persona è riluttante a farsi conoscere, oppure non lo vuole per motivi di sicurezza come per le vittime di crimini e di guerra, la cui identità non può essere individuata.
Nascondere la propria identità può essere una scelta, per legittime ragioni di privacy e, in alcune occasioni, per sicurezza personale: un esempio ne sono i criminali, i quali, solitamente, preferiscono rimanere anonimi, in particolare nelle lettere ricattatorie.
In letteratura, un'opera si dice anonima quando non si conosce il suo autore. Possono essere anonimi i prodotti del folclore o della tradizione, tramandati oralmente; oppure i libri senza indicazione del nome dell'autore o perché è andato perduto o, più spesso, perché intenzionalmente nascosto.

## Nel diritto

### Italia

#### Diritto all'anonimato e diritti della personalità
Nell'ordinamento giuridico italiano non esiste un diritto generale di anonimato.
Esso costituisce un diritto solo nei casi espressamente previsti da norme speciali.
Contrariamente, il diritto al nome ed il diritto all'identità, che molto spesso vengono considerati complementari e contrapposti all'anonimato, sono tutelati dalle leggi italiane.
Il diritto al nome è riconosciuto negli articoli 6 e seguenti del Codice Civile. L'articolo 6 in modo particolare afferma che "Ogni persona ha diritto al nome che le è per legge attribuito. Nel nome si comprendono il prenome e il cognome. Non sono ammessi cambiamenti, aggiunte o rettifiche al nome, se non nei casi e con le formalità dalla legge indicati." Si afferma dunque il diritto di ogni persona al nome che le è attribuito e in un certo senso a tutelarne l'immagine (impedire l'indebito uso ad altri). Oltre al nome, nell'articolo 9 del Codice Civile viene tutelato lo pseudonimo.
Il diritto al nome è un diritto immateriale che riguarda la personalità, così come il diritto all'identità personale (tutelato dall'articolo 2 della Costituzione) e il diritto all'immagine (tutelato dall'articolo 10 del Codice Civile).
In particolare il diritto all'identità personale viene definito dalla Corte di cassazione civile, come "l'interesse del soggetto, ritenuto generalmente meritevole di tutela giuridica, di essere rappresentato, nella vita di relazione, con la sua vera identità, così come questa nella realtà sociale, generale o particolare, è conosciuta o poteva essere riconosciuta con l'esplicazione dei criteri della normale diligenza e della buona fede oggettiva".
L'anonimato può sembrare contrapposto a questi diritti immateriali (nome ed identità personale) ma molte volte esso può costituire una forma di controllo della proiezione sociale della propria identità. Nella società dell'Informazione nella quale viviamo, lasciare delle tracce di se stessi è molto semplice, quasi impossibile non farlo, dunque, è proprio l'anonimato che garantisce "uno spazio di libertà".

#### Anonimato e diritto d'autore
L'autore di un'opera è considerato chi "è in essa indicato come tale, nelle forme d'uso, ovvero è annunciato come tale, nella recitazione, esecuzione, rappresentazione e radiodiffusione dell'opera stessa." (art.8, 633/41).
Si intende per forme d'uso il modo in cui nelle varie opere si scrive o si mostra il nome dell'autore, sia una copertina di un libro o un titolo in un'opera cinematografica.
L'autore, inoltre, può essere identificato, oltre che con il nome civile, anche con uno pseudonimo secondo il sopra citato art. 8: 
“Valgono come nome lo pseudonimo, il nome d'arte, la sigla o il segno convenzionale, che siano notoriamente conosciuti come equivalenti al nome vero.”
La legge riconosce il diritto sia di pubblicare un'opera anonima, sia di rivendicarne successivamente la titolarità. 
“L'autore di un'opera anonima o pseudonima ha sempre il diritto di rivelarsi e di far riconoscere in giudizio la sua qualità di autore.” (21, 633/41).
Il diritto d'autore, nella sua accezione come diritto all'utilizzazione, ha delle limitazioni nella durata. 
In regola generale per  l'art. 25.: “I diritti di utilizzazione economica dell'opera durano tutta la vita dell'autore e sino al termine del settantesimo anno solare dopo la sua morte.”
Per le opere anonime, invece, secondo  l'articolo 27.: “la durata dei diritti di utilizzazione economica è di settant'anni a partire dalla prima pubblicazione, qualunque sia la forma nella quale essa è stata effettuata.”
Se, quindi, la paternità dell'opera non viene rivelata entro i 70 anni dalla prima pubblicazione l'opera diventa automaticamente di dominio pubblico.
La S.I.A.E., differenzia l'uso di anonimato dal nome d'arte; in quanto quest'ultimo è notoriamente, per fama dell'autore, conosciuto come il nome vero (lo pseudonimo invece può essere equiparato di volta in volta all'anonimato o al nome d'arte, a seconda che sia notorio o meno).

#### Diritto all'anonimato della partoriente
Si pongono in risalto alcuni aspetti presenti nella pronuncia della Corte Costituzionale del 25 novembre 2005, n. 425, in cui si affronta la rilevante questione del confine tra il diritto alla riservatezza e all'anonimato da parte della madre, e il diritto di conoscere le proprie origini biologiche da parte del figlio.
Si trova l'esigenza di salvaguardare la madre biologica che, al momento del suo parto, manifesta la volontà di rimanere anonima nell'atto di nascita. Più precisamente, l'art. 28 della legge del 4 maggio 1983, n. 184 «Disciplina dell'adozione e dell'affidamento dei minori» afferma che l'accesso alle informazioni non è consentito nei confronti della madre che abbia dichiarato di non voler essere identificata ai sensi dell'articolo 30, comma 1, del decreto del Presidente della Repubblica del 3 novembre 2000, n. 396.

#### Diritto dell'adottato alle proprie origini
La Corte costituzionale dichiara l'illegittimità costituzionale dell'articolo 28, comma 7, della legge 4 maggio 1983, n. 184 ( Diritto del minore ad una famiglia (archiviato dall'url originale il 19 gennaio 2016).), come sostituito dall'art. 177, comma 2, del decreto legislativo 30 giugno 2003, n. 196 ( Codice in materia di protezione dei dati personali (archiviato dall'url originale il 13 marzo 2016).). L'articolo è stato modificato nella parte in cui non prevede – attraverso un procedimento, stabilito dalla legge, che assicuri la massima riservatezza – la possibilità per il giudice di interpellare la madre – che abbia dichiarato di non voler essere nominata – su richiesta del figlio, ai fini di una eventuale revoca di tale dichiarazione.
Così deciso in Roma, nella sede della Corte costituzionale, Palazzo della Consulta, il 18 novembre 2013.
L'articolo 28 della legge numero 184, comma 7, violerebbe l'articolo 3 della costituzione, ovvero il principio di uguaglianza, in quanto ci sarebbe disparità nel trattamento della madre che vuole rimanere anonima e dell'adottato che vuole scoprire le proprie origini. Inoltre nella Convenzione sui diritti del Fanciullo (New York, 20 novembre 1989), si afferma il diritto «nella misura del possibile a conoscere i propri genitori». Il diritto a conoscere le proprie origini è tutelato dall'articolo 2 della Costituzione; la negazione di questo costituirebbe una violazione al diritto di ricerca delle proprie origini.

#### Dichiarazione dei Diritti in Internet
Il 28 luglio 2015 è stata approvata la  Dichiarazione dei Diritti in Internet (PDF).. Il testo è costituito da 14 punti ed è stato elaborato dalla Commissione per i diritti e i doveri relativi ad Internet. Nella suddetta dichiarazione è stato preso in considerazione il diritto all'anonimato per quanto riguarda gli accessi a Internet e la comunicazione elettronica.
Art. 10 (protezione dell'anonimato)
1. Ogni persona può accedere alla rete e comunicare elettronicamente usando strumenti anche di natura tecnica che proteggano l'anonimato ed evitino la raccolta di dati personali, in particolare per esercitare le libertà civili e politiche senza subire discriminazioni o censure.
2. Limitazioni possono essere previste solo quando siano giustificate dall'esigenza di tutelare rilevanti interessi pubblici e risultino necessarie, proporzionate, fondate sulla legge e nel rispetto dei caratteri propri di una società democratica.
3. Nei casi di violazione della dignità e dei diritti fondamentali, nonché negli altri casi previsti dalla legge, l'autorità giudiziaria, con provvedimento motivato, può disporre l'identificazione dell'autore della comunicazione.

## Il rapporto in internet

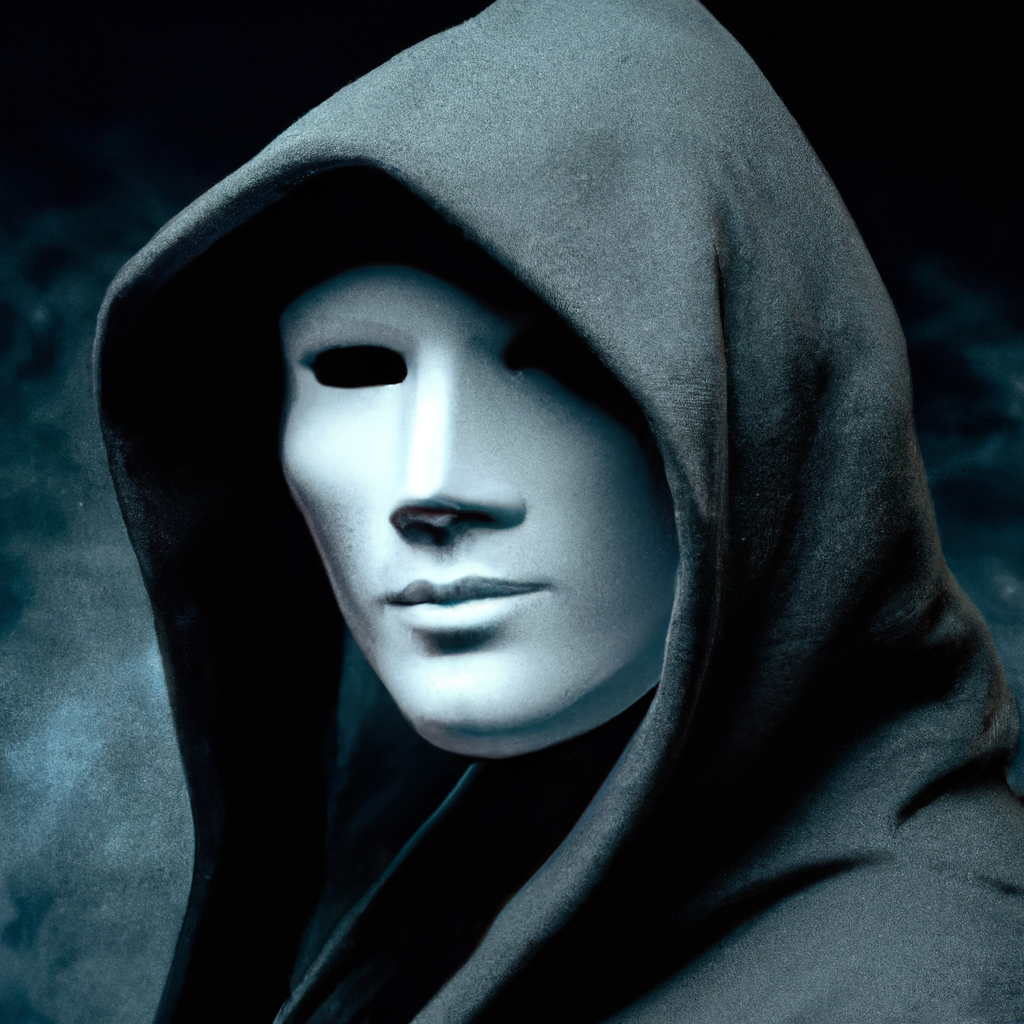

Verso la fine del XX secolo, Internet ha consentito la divulgazione e la pubblicazione di informazioni in forma parzialmente anonima. Tuttavia, la diffusione delle comunicazioni via Internet ha spinto governi e multinazionali a sviluppare metodi di sorveglianza senza precedenti: Echelon, Total Information Awareness e Carnivore sono soltanto alcuni esempi.
Sebbene Internet non sia stato progettato per garantire l'anonimato (tracciabilità degli indirizzi iP) è ormai diventato frequente l'uso di pseudonimi (nickname nel gergo di internet) per nascondere la propria identità; questo è necessario ma non sufficiente a garantire il proprio anonimato. Tuttavia, secondo la legge italiana, non è consentita l'assunzione di false identità: si veda la voce "Sostituzione di persona".
Gli Anonymous remailer e gli pseudonymus remailer utilizzano sistemi di crittografia per rendere estremamente difficile individuare l'identità reale del mittente di un messaggio di posta elettronica. Protocolli di rete come Tor e Freenet permettono di leggere e pubblicare informazioni con un alto grado di anonimato.
Il browser Tor è un programma gratuito che permette di navigare il web in modo anonimo. Cripta i dati di navigazione e li fa rimbalzare di server in server in giro per il mondo, rendendo praticamente impossibile a chiunque seguirne le tracce. Ogni router vede il router immediatamente precedente come origine e il router immediatamente successivo come destinazione. Pertanto, nessun router conosce mai la vera origine e la destinazione del pacchetto. Più utenti ci sono, più è difficile seguirne le tracce. Esistono anche webmail criptate (ad esempio Safemail), oppure servizi di email temporanea (come Airmailo Guerilla Mail) che, usati con Tor, permettono di inviare e ricevere email in modo anonimo.

### Aspetti dibattuti
L'anonimato sul web può essere visto come un modo per esprimere il proprio parere evitando ogni tipo di ritorsione sulla propria persona. Ecco alcuni esempi dei motivi per cui un utente internet può aver bisogno dell'anonimato:
- Timore di vendetta e ritorsioni da parte di organizzazioni o terzi, come dipendenti che denunciano le loro aziende di attività illecite.
- Persone che vivono sotto regimi che vietano opinioni avverse possono utilizzare l'anonimato per esprimere le loro idee senza essere perseguitati.
- Discutere di problemi considerati imbarazzanti con più persone: una ricerca conferma che le persone coperte dall'anonimato riescono a parlare di loro stesse più di quanto non potrebbero mai fare in altre situazioni.[1]
- Ricerca di valutazioni più oggettive del loro messaggio senza essere pregiudicati sulla base del sesso o della provenienza.
- Minor rischio di danno da parte di online predators tra i quali: criminali, hacker, truffatori, stalker.

In contrapposizione a questi aspetti, che possiamo considerare un mero esempio di libertà di espressione, l'anonimato sul web può essere utilizzato anche per svolgimento di attività illecite:
- Distribuire materiale illegale in rete, come materiale pedo-pornografico, armi o documenti falsi;
- Effettuare pagamenti online illegali e criminali;
- Fingere di essere qualcun altro con l'intenzione di adescare persone, ad esempio a scopo sessuale. Ma non solo: non sono rari i casi di avvicinamento a scopo discriminatorio (a livello religioso, sessuale o politico);
- Compiere il reato di diffamazione.
- Celare la propria identità in episodi di cyberbullismo. Ad esempio, nel triste e recente caso "Blue Whale"[2], i cosiddetti "curatori" manipolavano in forma anonima ragazzi spesso minorenni, spingendoli al suicidio.

Fatta eccezione per protocolli internet come Tor (in cui l'utente anonimo è difficilmente raggiungibile), chiunque sfrutti l'anonimato in internet per tali scopi è facilmente riconoscibile tramite il proprio Indirizzo IP e può essere perseguito a norma di legge, se identificato correttamente dalla Polizia Postale e in base al reato commesso. Tali reati sono infatti inclusi nel Codice penale e regolati secondo  l'Art.528. (pubblicazioni e spettacoli osceni), l' Art.660. (molestia o disturbo alle persone), l' Art.595. (diffamazione) e  l'Art.494. (sostituzione di persona).
Il confine tra uso illegale e legale ma offensivo non è molto definito e varia a seconda della legge in ogni paese.

### Il gruppo Anonymous
Caso da evidenziare è quello degli Anonymous, un gruppo internazionale che, attraverso l'anonimato, attacca siti governativi, religiosi e di corporazioni, sostituendo il contenuto del sito con un loro comunicato delle motivazioni del loro attacco. Il loro simbolo è un uomo senza testa che rappresenta una società senza padroni e l'anonimato stesso.